# Episodi di Casa Vianello (dodicesima stagione)
Questa è la lista degli episodi della dodicesima stagione di Casa Vianello
| nº | Titolo episodio          | Prima TV         |
| -- | ------------------------ | ---------------- |
| 1  | Il maggiordomo           | 18 gennaio 2003  |
| 2  | Il sogno di Kate         | 25 gennaio 2003  |
| 3  | Morto che cammina        | 25 gennaio 2003  |
| 4  | Vintage                  | 1º febbraio 2003 |
| 5  | Stanco di essere single  | 8 febbraio 2003  |
| 6  | La spazzatura della vita | 15 febbraio 2003 |
| 7  | Accademia di seduzione   | 22 febbraio 2003 |
| 8  | I furti di Sandra        | 1º marzo 2003    |
| 9  | Saremo famosi            | 8 marzo 2003     |
| 10 | Il giudice di pace       | 15 marzo 2003    |
| 11 | Viva la povertà          | 22 marzo 2003    |
| 12 | Si vive solo una volta   | 29 marzo 2003    |
| 13 | L'indagine               | 5 aprile 2003    |
| 14 | Suor Sandrina            | 12 aprile 2003   |
| 15 | Smetti e vinci           | 19 aprile 2003   |
| 16 | Il doping                | 26 aprile 2003   |
| 17 | Raimondo a Canossa       | 3 maggio 2003    |
| 18 | Firma autografa          | 10 maggio 2003   |
| 19 | Il presidente di seggio  | 17 maggio 2003   |
| 20 | Il mondo nuovo           | 24 maggio 2003   |

## Il maggiordomo
La tata ha convinto Sandra a organizzare le pulizie di primavera, impedendo così a Raimondo di godersi le sue partite di calcio in televisione. L'uomo così, per vendicarsi della tata, mette nella sua borsetta un portafoto d'argento e la accusa di furto in modo da licenziarla in tronco. Per sostituirla Raimondo assume uno zelante maggiordomo, ma Sandra, che rivuole in casa la tata, fa in modo che il maggiordomo appaia agli occhi del marito come un tipo ancora più fastidioso e opprimente di lei.

## Il sogno di Kate
Kate fa un sogno ricorrente in cui viene salvata da un incendio, così Raimondo decide di diventare pompiere per fare colpo su di lei. Una notte lancia l'allarme di un incendio e metterà scompiglio nel condominio.

## Morto che cammina
Raimondo architetta di continuo degli scherzi cattivi agli amici del circolo, così Sandra lo convince a invitarli a cena con le rispettive mogli in modo da riappacificarsi con loro. Tuttavia durante la cena la nuova moglie del presidente Bacigalupo, la giovane Silvia, rivolge a Raimondo delle avance molto spinte; l'uomo allora, su consiglio di un altro amico del circolo, somministra un potente sonnifero a Bacigalupo, a Sandra e alla tata in modo da avere campo libero con Silvia. Poco dopo, però, Raimondo scopre con orrore che Bacigalupo è morto per via del farmaco.

## Vintage
Sandra ha organizzato una vendita di vestiti vecchi per beneficenza, ma nello smistare gli abiti trova uno smoking contenente un'appassionata lettera d'amore. Colta da mille dubbi, Sandra si convince che molti anni prima Raimondo abbia avuto una relazione con una sua amica e che da questo rapporto sia nata una figlia. Il dubbio le viene vedendo Raimondo e la ragazza seduti sul divano appassionati a guardare una partita di calcio esultando insieme nello stesso identico modo molto familiare ed è qui che a Sandra viene il dubbio che la ragazza possa essere la figlia di suo marito nata da una relazione extraconiugale. Un pizzico di gelosia, ma poi ogni dubbio sparisce:non si tratta della figlia di Raimondo!

## Stanco di essere single
Per circuire la bella Kate, Raimondo le racconta che in realtà non è davvero sposato con Sandra e che il loro matrimonio è tutta una finzione scenica. In questo modo, Raimondo confessa alla ragazza di essere stanco del suo stato di single e di avere bisogno di una compagna vera.

## La spazzatura della vita
Sandra e la tata sono seguaci di una nuova filosofia di vita che prevede di liberarsi della spazzatura materiale che riempie l'esistenza delle persone impedendo loro di essere davvero libere. Per questo motivo le due donne si mettono a fare pulizia e buttano via un'immensa quantità di cianfrusaglie; in mezzo a questi oggetti però, vanno a finire anche dei preziosi reperti storici di Raimondo riguardanti la sua attività televisiva, che gli servono a tutti i costi per ottenere una laurea honoris causa.

## Accademia di seduzione
Raimondo viene contattato da una signora molto elegante, preside di una nota "accademia di seduzione" che si prefigge l'obiettivo di rendere più galanti e piacenti i suoi allievi. Sandra spinge il marito a iscriversi, credendo che così potrà essere più attento e cortese nei suoi confronti, ma in realtà l'uomo cerca solo di avere delle avventure con le signorine che gli vengono inviate a casa per testare la sua preparazione. Un giorno la preside fissa un incontro fra Raimondo e un'altra studentessa, così l'uomo si prepara a una nuova conquista, ma resta molto stupito quando scopre che l'allieva è in realtà un'anziana signora.

## I furti di Sandra
Da qualche tempo Sandra porta a casa diversi oggetti del tutto inutili, con i quali riempie l'appartamento. Dopo un po' Raimondo si convince che sua moglie li abbia rubati.

## Saremo famosi
Un promoter contatta Raimondo offrendogli di entrare in società nella gestione di un'agenzia di collocamento per giovani che vogliono entrare nel mondo dello spettacolo. Raimondo dapprima si mostra riluttante, ma poi la nipote del promoter lo convince di essere dotato di una bravura particolare nello scovare nuovi talenti e quindi l'uomo accetta l'offerta. Quello che non immagina è che in realtà il promoter e la nipote siano due truffatori che vogliono rubare molti soldi ai clienti dell'agenzia per poi addossare la colpa a lui.

## Il giudice di pace
Raimondo ha chiesto di poter divenire giudice di pace e per il suo primo incarico deve occuparsi di una spinosa questione fra due signori che vivono in un condominio. La donna vorrebbe installare una parabola per vedere dei film, mentre l'uomo vorrebbe vedere il calcio. Raimondo è ovviamente orientato a dare ragione all'uomo ma Sandra, dopo essere divenuta amica della signora, convince il marito a cambiare la sentenza. Tuttavia ben presto Raimondo scopre che i due contendenti sono degli ispettori che devono verificare la sua imparzialità.

## Viva la povertà
Sandra, convinta che i suoi problemi coniugali siano dovuti al benessere economico, decide di bloccare il conto in banca. Raimondo però ha bisogno di prelevare dei soldi e così cerca di porre rimedio.

## Si vive solo una volta
Dopo molti anni di matrimonio, il signor Arrigo ha lasciato sua moglie Giusy per una donna molto più giovane e bella. Giusy però è un'amica di Sandra e le chiede di far parlare Raimondo con suo marito per convincerlo a tornare da lei. Quando i due uomini si parlano, però, Arrigo racconta a Raimondo che ha promesso alla sua nuova compagna un'ingente somma di denaro se gli resterà accanto per tutta la vita. Dopo essersi fatto affidare i soldi da Arrigo, Raimondo invita a casa sua la giovane donna per poterla corteggiare.

## L'indagine
Arturo sta lavorando per un'agenzia investigativa e chiede aiuto a Raimondo per affrontare un caso. Nel frattempo Alba Dessanta, vicina di casa e amica di Sandra, le confida di essere molto in pena perché suo marito la tradisce con un'amante di cui lei non sa nulla. Quando Raimondo scopre che il compito di Arturo è proprio quello di trovare l'amante del signor Dessanta, decide di incastrare l'uomo con la collaborazione di alcuni giovani ragazzi che stanno prendendo parte al cineclub organizzato per i condomini da Alba e Sandra.

## Suor Sandrina
Colta da un improvviso misticismo, Sandra decide di divenire suora. Per sbarazzarsi definitivamente della moglie, Raimondo le invia una finta lettera in cui invita Sandra a soggiornare per qualche tempo presso un convento di clausura. Così facendo, l'uomo ha campo libero per organizzare una grande festa in casa.

## Smetti e vinci
Sandra sta partecipando a un particolare concorso che mette in palio un viaggio alle Seychelles per chi riuscirà a smettere di fumare. Quando Raimondo scopre che anche Kate sta gareggiando, decide di truccare i risultati del test di Sandra per metterla fuori gioco e poter partire con Kate. In questo modo, Raimondo si fa dare con una scusa le urine di Nicola, accanito fumatore e le sostituisce con quelle di Sandra. Quello che non sa è che Sandra sta continuando a fumare di nascosto e che Nicola invece ha smesso.

## Il doping
Raimondo sta collaborando con una società ciclistica ma scopre che il proprietario è implicato in un giro di doping, così cerca di tenerselo buono per poterlo incastrare. Sandra però, origliando una conversazione fra i due uomini, si convince che Raimondo sia suo complice.

## Raimondo a Canossa
Per il suo prossimo ruolo, Raimondo deve interpretare un uomo molto violento e così chiede a Sandra di aiutarlo a ripassare le scene del copione. Tuttavia alcuni piccoli incidenti domestici occorsi alla tata fanno sì che i condomini pensino che Raimondo sia un tiranno che maltratta le due donne. Quando Sandra sviene dopo una scena turbolenta ed è ancora frastornata, la tata e i condomini la convincono che Raimondo vada cacciato di casa.

## Firma autografa
Il dottor Vincenzi, che presiede una nota fondazione, convoca Sandra per comunicarle che i soci vogliono conferire un premio a lei e a Raimondo per la riservatezza e la simpatia con la quale da anni vivono il loro privato. Nel frattempo il portiere chiede a Raimondo alcuni autografi per i membri del suo fan club, ma Vianello scopre che in realtà il portiere e suo cugino vogliono gli autografi per poterli rivendere dopo la sua morte. Raimondo decide di dare una bella lezione ai due, ma per una serie di equivoci scambia il cugino del portiere e il dottor Vincenzi.

## Il presidente di seggio
Raimondo è stato selezionato per svolgere il ruolo di presidente di seggio in occasione delle elezioni comunali, ma non ne ha alcuna voglia e così decide di fingersi malato. Nel frattempo la tata è a letto con l'influenza e Sandra chiede al dottor Bianchi di visitarla a domicilio; per ringraziarlo del favore, Sandra gli promette che lei e Raimondo rilasceranno una dichiarazione pubblica nella quale appoggeranno la sua candidatura a sindaco. Tuttavia anche Raimondo promette la stessa cosa al dottor Rossi, il medico fiscale che chiude un occhio sulla sua finta malattia a patto che i Vianello appoggino pubblicamente suo fratello, diretto avversario del dottor Bianchi.

## Il mondo nuovo
Sandra racconta a Raimondo che i condomini hanno scoperto su internet dell'esistenza del Lubischtein, un protettorato sito in un arcipelago dell'Oceania. Tutti i vicini, compresi il portiere e la tata, hanno investito molti soldi in un affare proposto loro dal console del Lubischtein, ma Raimondo è convinto che si tratti di una truffa. Tuttavia, dopo aver organizzato un ricevimento in casa sua, anche Raimondo si convince a investire tutti i suoi risparmi.